# Jedrsko-električna raketa
Jedrsko-električna raketa je vrsta pogona vesoljskih plovil, kjer se termalna energija jedrskega goriva spremeni v električno energijo. Ta energija se potem uporablja za električne potisnike, npr. ionski potisnik. V bistvu je jedrski samo vir energije, ne pa način potisk, vendar se kljub temu uporablja termin. 
Ena možna izvedba je reaktor na krogličasto gorivo (ang. pebble bed reactor). Uporabljal bi velik pretok dušika kot hladilo. Ta način bi uporabljal obstoječo in preverjeno tehnologijo plinskih turbin. Gorivo bi bilo visokoobogateno, v obliki kroglic premera 5-10 cm. Grafit bi služil kot moderator. Ta reaktor je zelo varen, ko se segreva se grafit razširi in zmanjša hitrost jedrske reakcije (kritikalnost). Ko se reaktor ohladi se reakcija spet poveča.
Študirali so tudi jedrsko-termalno raketo, kjer bi reaktor segrel propelant (po navadi vodik), ki bi potem ekspandiral skozi šobo. To je v bistvu navadna kemična raketa, razlika je le vir energije - reaktor. Reaktor bi dovedel več energije kot kemična reakcija, zato bi bile večje izhodne hitrosti in večji specifični impulz. 